# Дембно-Польське
Дембно-Польське (пол. Dębno Polskie, нім. Damme) — село в Польщі, у гміні Равич Равицького повіту Великопольського воєводства.
Населення — 884 особи (2011).
У 1975-1998 роках село належало до Лешненського воєводства.

## Демографія
Демографічна структура станом на 31 березня 2011 року:
|          | Загалом | Допрацездатний вік | Працездатний вік | Постпрацездатний вік |
| -------- | ------- | ------------------ | ---------------- | -------------------- |
| Чоловіки | 448     | 118                | 308              | 22                   |
| Жінки    | 436     | 105                | 274              | 57                   |
| Разом    | 884     | 223                | 582              | 79                   |